# Кафана Калча
Кафана Калча била је једна од култних нишких кафана. Име је добила по најпознатијем нишком кујунџији, ловцу и боему Микалу Николићу Калчи, једном од главних ликова приповетке „Ивкова слава” чувеног српског књижевника Стевана Сремца. Налазила се у некадашњој старој чаршији. Кафана је, заједно са околним старим објектима, срушена крајем 1980-их и на том месту саграђен је тржни центар Калча, који је данас постао један од симбола града Ниша.

## Историја
Кафана Калча налазила се у самом центру тадашње вароши, на раскршћу улица Обреновићеве и Душанове (што и данас представља центар Ниша). Према урбанистичком плану Ниша из марта 1878. године на том простору се налазила Сагр Цинцар махала. Турска реч сагр значи „занатлија” а овај део Ниша у доба Турака престављао је занатлијску четврт. Ту су се окупљали сви, од трговаца и занатлија до младића из сиромашних крајева, који су у град долазили у потрази за послом и бољим животом.
Сама кафана није била посебно угледна. Била је то обична кафана, попут многих у то време, са олејисаним подом, куваним јајима на столовима, карираним столњацима и столицама тапацираним тамно црвеним скајем. Зими се грејала „бубњаром”. Башта кафане била је импровизована, са три стола и без хладовине.
Кафана је радила до почетка 80-их година, када је, заједно са околним кућама, срушена и на том месту је 1993. изграђен тржни центар Калча, данас један од симбола Ниша, који је име добио управо по овој кафани. тачно преко пута тржног центра почиње Копитарева улица, познатија као Казанџијско сокаче, једини остатак старе нишке чаршије и туристичка атракција Ниша.
Кафана Калча опевана је у нишкој староградској песми непознатог аутора, a коју је 1999. нишка музичка група Галија објавила на албуму „Јужњачка утеха”:
| „ | Ја си имам вере, леле, ја си имам Ја си имам вере, две до три болести Прва болест вере, леле, прва болест Прва болест вере, Калчина кафана... | ” |

Преко пута места на коме се налазила кафана у септембру 2005. године постављен је споменик Стевану Сремцу и Калчи, рад вајара Ивана Фелкера. Споменик је подигнут на почетку Казанџијског сокачета, на оригиналном месту на коме се налазила кућа Живка Мијалковића, познатијег као газда Ивко, богатог занатлије из Ниша и још једног од јунака Сремчеве „Ивкове славе”.
- Тржни центар Калча на месту некадашње кафане Калча
- Казанџијско сокаче, последњи остатак некадашње чаршије
- Споменик Стевану Сремцу и Калчи на улазу Казанџијско сокаче и преко пута Калче

## Занимљивости
Кафан Калча је током деветнаестог и с почетка 20. века била једно од најповлашћеније и најпостојанијих места нишког културног модела, као сценски издвојен простор на коме су се сусретали познати и непознати људи. Ту су се са саговорницима размењивале истините или измишљене новости, истините или вероватне приче, које се уобличаване, дограђиване, и преношене. Тадашњи друштвени живот Ниша, као део културног и јавног живота и менталитета србијанског човека, који се ретко затварао у круг куће и породице, одвијао се и у кафани Калча, због посебно изграђеног односа према кафанској атмосфери и животу у њој.
Стални гости кафане Калча били су боксер Љуба Бандоглави, фудбалери Радничког Пеки и Паки и глумац Жика Миленковић често су добијали кључеве од „кривоногог” конобара Иве и дуго остајали у кафани. Када би улазили у Калчу, увек су куповали „Политику”, да би знали ког дана су ушли у кафану.